# 奈姆蒂
奈姆蒂，是匈牙利诺格拉德州所辖的一个村。总面积11.06平方公里，总人口755，人口密度68.3人/平方公里（2011年1月1日）。